# Rhynchonellida
Rhynchonellida é uma das três ordens de braquiópodes sobreviventes até aos dias de hoje da classe Rhynchonellata, sendo que as outras são as Terebratulida e Thecideida. Reconhecem-se com facilidade pelas suas conchas fortemente plicadas em forma de noz e pela linha de charneira diminuta. O nome Rhynchonella, deriva do grego "rhyncho-" (ῥύγχος), que significa "bico" com o sufixo "-nella", uma latinização que significa um diminutivo de forma, pelo que o significado será “pequeno bico”.

### Morfologia
Conchas biconvexas com charneira estreita, que se resume aos dentes e respetivas fossas espacialmente próximas. Apresentam um pedúnculo funcional em forma de bico. Delthyrium parcialmente fechado. Conchas normalmente ornamentadas de costelas pronunciadas que se extinguem numa comissura em zig-zag que apresenta pregas e sulcos muito evidentes, esta característica provavelmente ajuda a regular o fluxo da entrada/saída da água. Lofóforo do tipo espirolofo. Braquídio – o suporte de lofóforo - sem formar laços como na ordem Terebratulida, resumindo-se aqui a duas projeções paralelas denominadas de crura.

### Evolução
Os rhynchonellidos mudaram pouco desde o seu aparecimento no período Ordovicio. Aparentemente evoluíram a partir da ordem Pentamerida e por seu turno e a partir deles se diferenciaram a ordem Atrypida e Athyridida, ambas extintas, que se caracterizam pelo desenvolvimento de um Braquídio em espiral complexo. Ao longo do tempo geológico sofreram bastante com o evento de extinção Permo-Triássico, mas recuperaram bem no jurássico inferior, tornando-se o grupo de branquiópodes mais abundante durante a era Mesozoica.

### Classificação[3]
| Ranking      | Taxon                                                 | Distribuição Temporal                                                                                    |
| ------------ | ----------------------------------------------------- | --- |
| Ordem        | Rhynchonellida Kuhn,1949                              | Ordovício inferior (Llanvirn)–Holocénico.                                                                |
| Superfamília | Ancistrorhynchoidea Cooper,1956 †                     | Ordovício inferior (Llanvirn)–Devónico inferior (Praguiano).                                             |
| Família      | Ancistrorhynchidae Cooper,1956 †                      | Ordovício inferior (Llanvirn)–Devónico inferior (Praguiano).                                             |
| Família      | Sphenotretidae Savage,1996 †                          | Ordovício inferior (Llanvirn)–Ordovício superior (Caradoc).                                              |
| Família      | Oligorhynchiidae Cooper,1956 †                        | Ordovício superior (Caradoc–Ashgill).                                                                    |
| Família      | Niorhynicidae Savage,1996 †                           | Sílúrico inferior (Llandovery)–Sílúrico médio (Wenlock).                                                 |
| Superfamília | Rhynchotrematoidea Schuchert,1913 †                   | Ordovício inferior (Llanvirn)–Carbonífero inferior (Viseano).                                            |
| Família      | Rhynchotrematidae Schuchert,1913 †                    | Ordovício inferior (Llanvirn)–Sílúrico Superior (Ludlow).                                                |
| Família      | Trigonirhynchiidae Schmidt,1965 †                     | Ordovício inferior (Llanvirn)–Carbonífero inferior (Viseano).                                            |
| Família      | Orthorhynchulidae Cooper,1956 †                       | Ordovício superior (Caradoc)–Sílúrico médio (Wenlock)                                                    |
| Família      | Leptocoeliidae Boucot & Gill,1956 †                   | Sílúrico (Llandovery)–Devónico médio (Eifeliano superior).                                               |
| Família      | Machaerariidae Savage,1996 †                          | Devónico inferior (Lochkoviano)–Devónico médio (Givetiano).                                              |
| Família      | Phoenicitoechiidae Havlícek,1990 †                    | Devónico inferior (Lochkoviano–Emsiano).                                                                 |
| Superfamília | Uncinuloidea Rzhonsnitskaia,1956 †                    | Sílúrico inferior (Llandovery)–Devónico Superior (Fameniano superior).                                   |
| Família      | Uncinulidae Rzhonsnitskaia,1956 †                     | Devónico inferior (Lochkoviano)–Devónico Superior (Frasniano).                                           |
| Família      | Eatoniidae Schmidt,1965 †                             | Sílúrico inferior (Llandovery)–Devónico inferior (Praguiano superior).                                   |
| Família      | Hebetoechiidae Havlícek,1960 †                        | Sílúrico médio (Wenlock)–Devónico médio (Givetiano).                                                     |
| Família      | Obturamentellidae Savage,1996 †                       | Sílúrico Superior (Ludlow inferior)–Devónico inferior (Praguiano).                                       |
| Família      | Innaechiidae Baranov,1980 †                           | Sílúrico Superior (Ludlow)–Devónico médio (Eifeliano).                                                   |
| Família      | Glossinotoechiidae Havlícek,1992 †                    | Sílúrico Superior (Ludlow)–Devónico médio (Eifeliano).                                                   |
| Família      | Hypothyridinidae Rzhonsnitskaia,1956 †                | Devónico inferior (Emsiano)–Devónico Superior (Fameniano superior).                                      |
| Família      | Hadrorhynchiidae McLaren,1965 †                       | Devónico médio (Eifeliano–Givetiano).                                                                    |
| Superfamília | Camarotoechioidea Schuchert,1929 †                    | Sílúrico inferior (Llandovery)–Carbonífero inferior (Tournaciano)                                        |
| Família      | Camarotoechiidae Schuchert,1929 †                     | Sílúrico (Llandovery superior)–Devónico médio (Givetiano).                                               |
| Família      | Leiorhynchidae Stainbrook,1945 †                      | Sílúrico inferior (Llandovery)–Carbonífero inferior (Tournaciano).                                       |
| Família      | Septalariidae Havlícek,1960 †                         | Devónico inferior (Praguiano)–Devónico Superior (Frasniano médio).                                       |
| Superfamília | Pugnacoidea Rzhonsnitskaia,1956                       | Devónico inferior (Lochkoviano)–Holocénico.                                                              |
| Família      | Pugnacidae Rzhonsnitskaia,1956 †                      | Devónico inferior (Praguiano)–Pérmico superior (Tatariano).                                              |
| Família      | Plectorhynchellidae Rzhonsnitskaia,1958 †             | Devónico inferior (Lochkoviano)–Devónico Superior (Fameniano superior).                                  |
| Família      | Ladogiidae Ljaschenko,1973 †                          | Devónico inferior (Praguiano)–Devónico Superior (Fameniano).                                             |
| Família      | Rozmanariidae Havlícek,1982 †                         | Devónico inferior (Praguiano)–Devónico Superior (Fameniano).                                             |
| Família      | Aseptirhynchiidae Savage,1996 †                       | Devónico inferior (Praguiano)–Devónico Superior (Fameniano).                                             |
| Família      | Petasmariidae Savage,1996 †                           | Devónico médio (Eifeliano)–Pérmico superior (Capitaniano).                                               |
| Família      | Camerophorinidae Rzhonsnitskaia,1958 †                | Devónico médio (Eifeliano–Givetiano).                                                                    |
| Família      | Yunnanellidae Rzhonsnitskaia,1959 †                   | Devónico médio (Givetiano)–Devónico Superior (Fameniano).                                                |
| Família      | Paranorellidae Cooper & Grant,1976 †                  | Carbonífero inferior (Tournaciano)–Pérmico superior (Kazaniano).                                         |
| Família      | Basiliolidae Cooper,1959                              | Triássico superior (Carniano)–Holocénico.                                                                |
| Família      | Erymnariidae Cooper,1959 †                            | Triássico superior (Carniano)–Paleogénico (Eocénico).                                                    |
| Superfamília | Stenoscismatoidea Oehlert,1887(1883) †                | Devónico inferior (Praguiano)–Pérmico superior (Changhsingiano).                                         |
| Família      | Stenoscismatidae Oehlert,1887(1883) †                 | Devónico inferior (Praguiano)–Pérmico superior (Kazaniano, ?Tatariano).                                  |
| Família      | Psilocamaridae Grant,1965 †                           | Carbonífero superior (Bashkiriano)–Pérmico superior (Changhsingiano).                                    |
| Superfamília | Lambdarinoidea Brunton & Champion,1974 †              | Devónico Superior (Fameniano inferior)–Carbonífero superior (Estefaniano).                               |
| Família      | Lambdarinidae Brunton & Champion,1974 †               | Devónico Superior (Fameniano inferior)–Carbonífero superior (Estefaniano).                               |
| Superfamília | Rhynchoporoidea Muir-Wood,1955 †                      | Devónico Superior (Fameniano inferior)–Pérmico superior (Tatariano).                                     |
| Família      | Rhynchoporidae Muir-Wood,1955 †                       | Devónico Superior (Fameniano inferior)–Pérmico superior (Tatariano).                                     |
| Superfamília | Dimerelloidea Buckman,1918                            | Devónico Superior (Fameniano)–Holocénico.                                                                |
| Família      | Dimerellidae Buckman,1918 †                           | Triássico superior (Noriano)–Jurássico superior (Titoniano).                                             |
| Família      | Peregrinellidae Ager,1965 †                           | Devónico Superior (Fameniano)–Cretácico inferior (Hauteriviano).                                         |
| ?Família     | Halorellidae Ager,1965 †                              | Triássico superior (?Carniano superior, Noriano).                                                        |
| ?Família     | Cryptoporidae Muir-Wood,1955                          | Cretácico superior (Campaniano superior)–Holocénico.                                                     |
| Superfamília | Rhynchotetradoidea Licharew,1956 †                    | Devónico Superior (Fameniano)–Jurássico médio (Caloviano).                                               |
| Família      | Rhynchotetradidae Licharew,1956 †                     | Devónico Superior (Fameniano)–Carbonífero superior (Bashkiriano inferior).                               |
| Família      | Tetracameridae Licharew,1956 †                        | Carbonífero inferior (Tournaciano inferior–Tournaciano superior).                                        |
| ?Família     | Austrirhynchiidae Ager,1959 †                         | Triássico médio–Triássico superior.                                                                      |
| Família      | Prionorhynchiidae new family ?Middle Triassic,Upper † | Triássico–Jurássico médio (Caloviano).                                                                   |
| Superfamília | Wellerelloidea Licharew,1956 †                        | Carbonífero inferior (Tournaciano)–Jurássico inferior (Pliensbachiano, ?Toarciano).                      |
| Família      | Wellerellidae Licharew,1956 †                         | Carbonífero superior (Westphalian)–Jurássico inferior (Pliensbachiano, ?Toarciano).                      |
| Família      | Allorhynchidae Cooper & Grant,1976 †                  | Carbonífero inferior (Tournaciano)–Triássico superior (Noriano, ?Retiano).                               |
| Família      | Pontisiidae Cooper & Grant,1976 †                     | Carbonífero superior (Bolsoviano)–Jurássico inferior (Pliensbachiano, ?Toarciano).                       |
| Família      | Petasmatheridae Cooper & Grant,1976 †                 | Lower Pérmico (Sakmariano–Kunguriano).                                                                   |
| Família      | Amphipellidae Cooper & Grant,1976 †                   | Lower Pérmico (Artinsquiano).                                                                            |
| Família      | Sinorhynchiidae Xu & Liu,1983 †                       | Triássico médio (Anisiano–Ladiniano).                                                                    |
| Superfamília | Rhynchonelloidea d’Orbigny,1847 †                     | Triássico inferior–Cretácico superior (Maastrichtiano).                                                  |
| Família      | Rhynchonellidae d’Orbigny,1847 †                      | Triássico inferior–Cretácico superior (Maastrichtiano).                                                  |
| Família      | Acanthothirididae Schuchert,1913 †                    | Jurássico inferior (?Pliensbachiano), Jurássico médio (Aaleniano)–Cretácico inferior (Aptiano inferior). |
| Superfamília | Norelloidea Ager,1959                                 | Triássico inferior–Holocénico.                                                                           |
| Família      | Norellidae Ager,1959 †                                | Triássico inferior–Cretácico superior (Turoniano).                                                       |
| ?Família     | Ochotorhynchiidae Dagys,1968 †                        | Jurássico inferior (Sinemuriano), Cretácico inferior (Berriasian).                                       |
| Família      | Frieleiidae Cooper,1959                               | Paleogénico (?Daniano, Eocénico)–Holocénico                                                              |
| Família      | Tethyrhynchiidae Logan,1994                           | Holocénico.                                                                                              |
| Superfamília | Hemithiridoidea Rzhonsnitskaia,1956                   | Triássico médio–Holocénico.                                                                              |
| Família      | Hemithirididae Rzhonsnitskaia,1956                    | Paleogénico (Eocénico)–Holocénico.                                                                       |
| Família      | Cyclothyrididae Makridin,1955 †                       | Triássico médio (Anisiano)–Cretácico superior (Maastrichtiano).                                          |
| ?Família     | Triasorhynchiidae Xu & Liu,1983 †                     | Triássico médio                                                                                          |
| Família      | Tetrarhynchiidae Ager,1965 †                          | Triássico superior–Cretácico superior (Maastrichtiano).                                                  |
| Família      | Notosariidae ,2005                                    | Cretácico superior (Campaniano)–Holocénico.                                                              |
| ?Família     | Septirhynchiidae Muir-Wood & Cooper,1951 †            | Jurássico médio (Batoniano superior–Caloviano).                                                          |
| Superfamília | Uncertain ,2005 †                                     | Triássico superior-Cretácico inferior                                                                    |

## Gallery

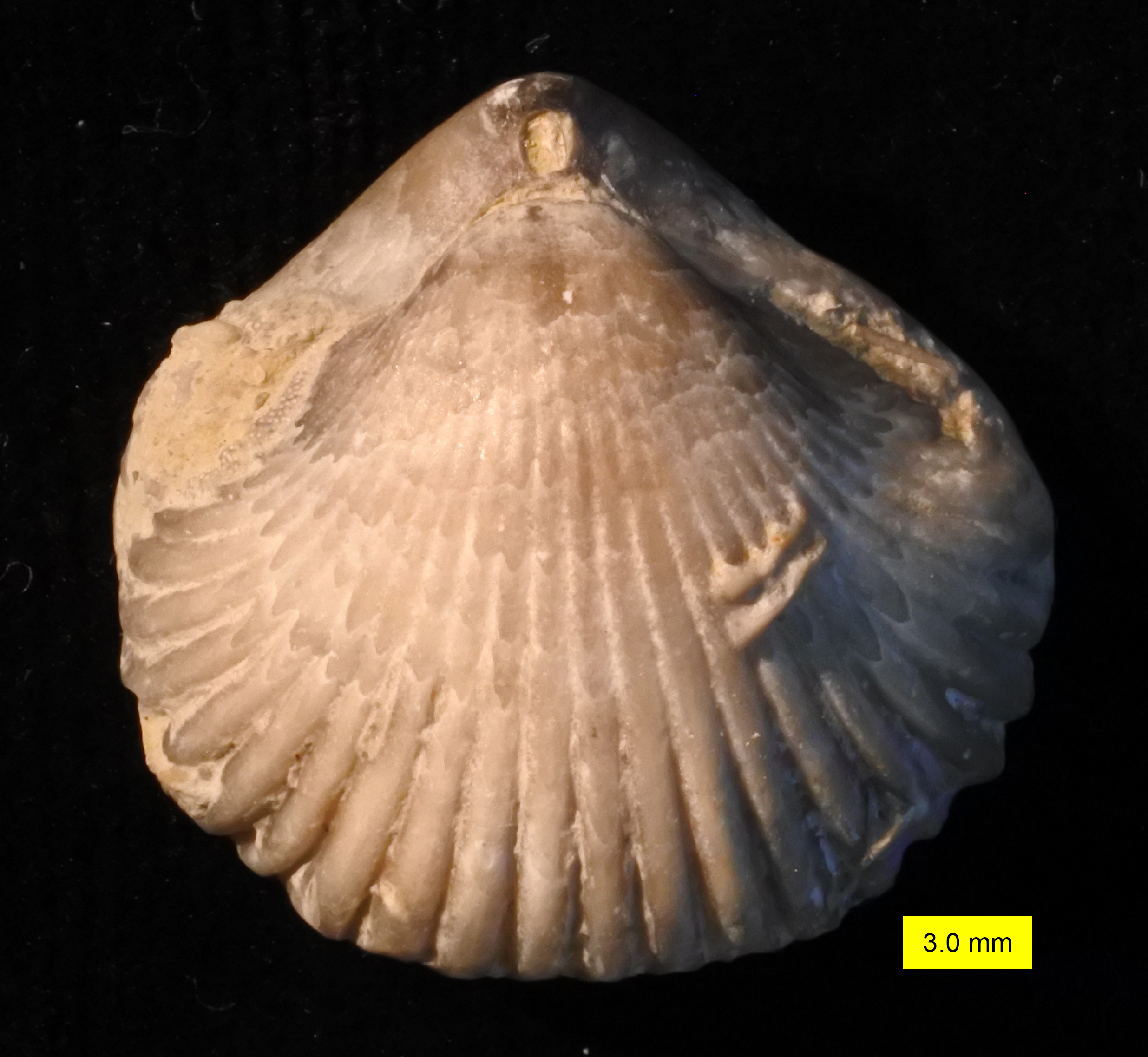
Kutchirhynchia morieri, Luc-sur-Mer, França, Jurássico médio (Batoniano superior), Vista dorsal]]
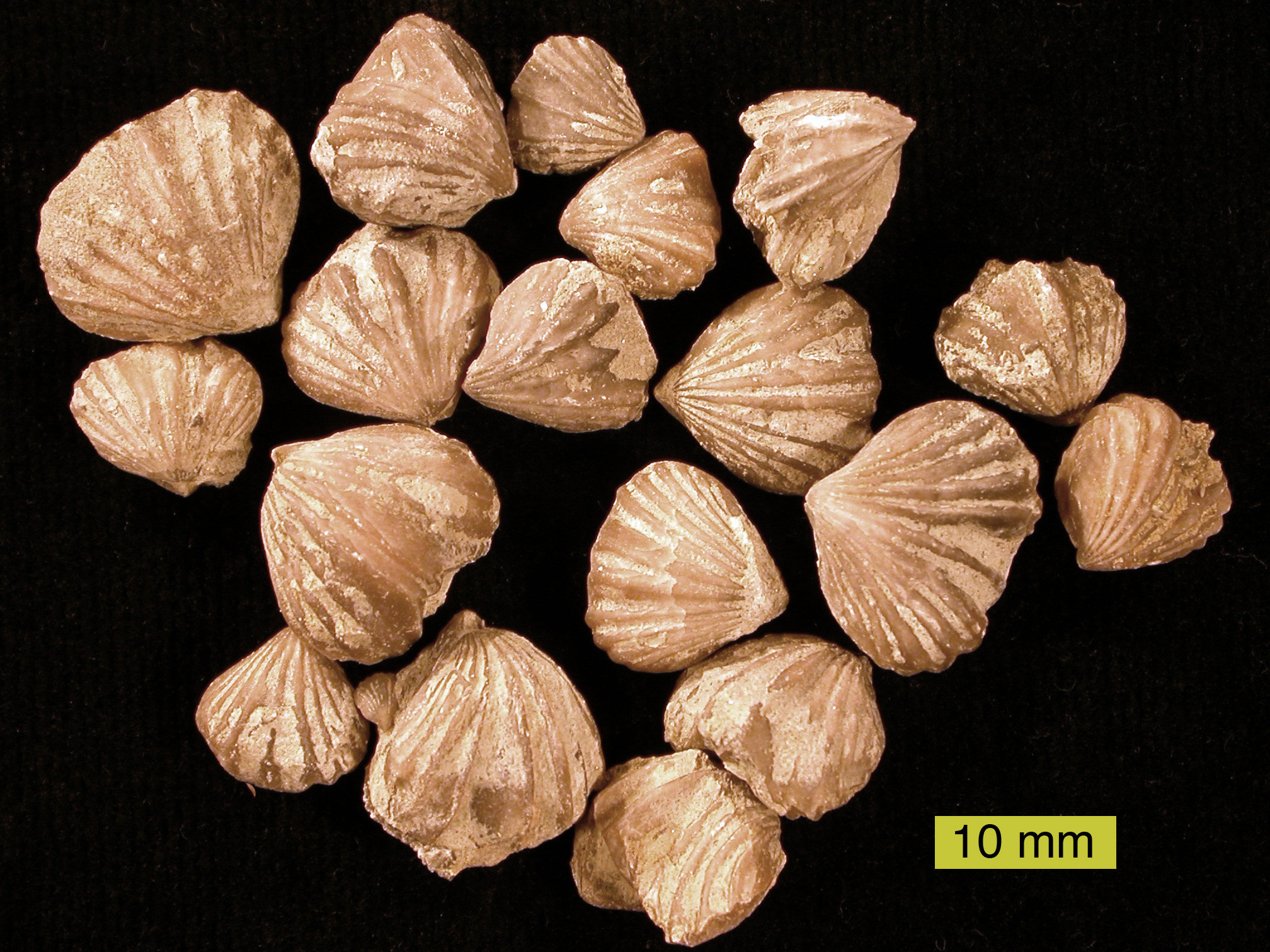
Rhynchotrema dentatum um braquiopodo de Cincinnati (Do Ordovícico superior do Sudoeste de Indiana
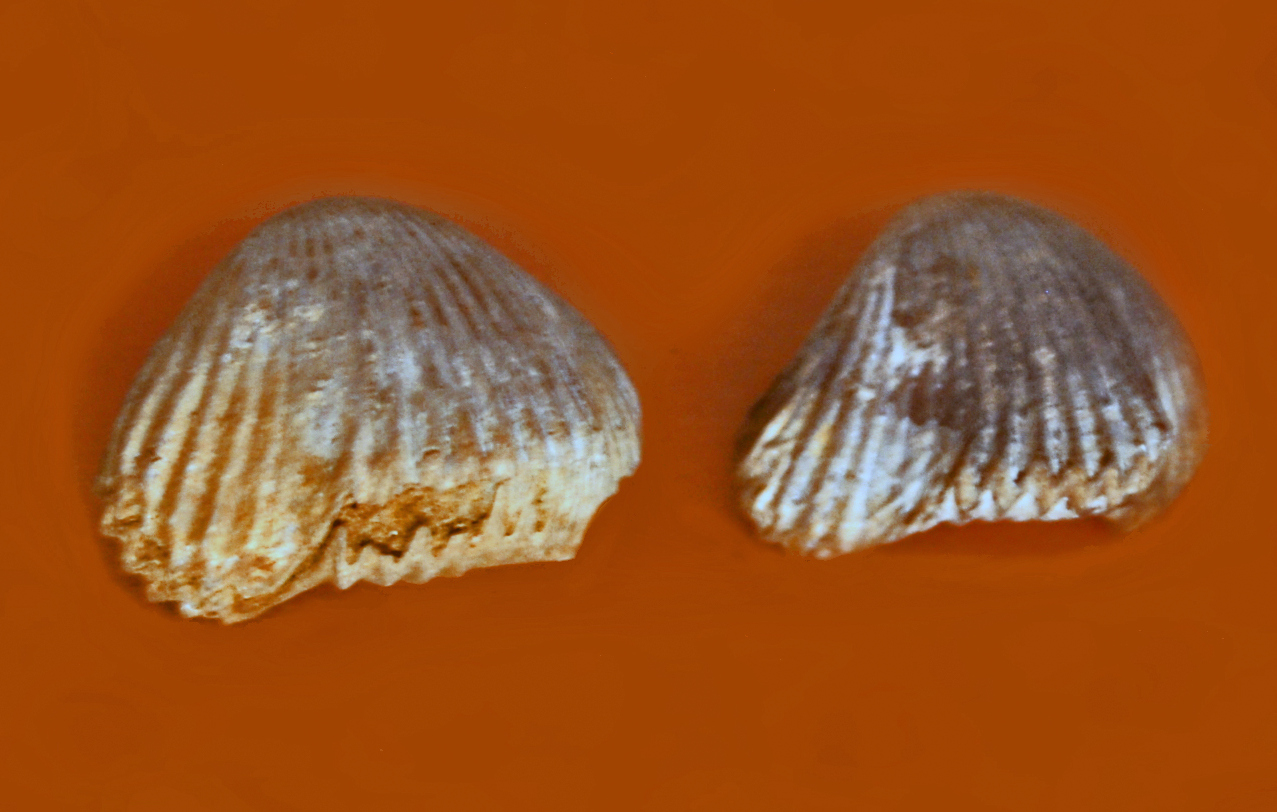
Kallirhynchia major de França, visível na Galeria de Paleontologia e Anatomia Comparativa, Paris.
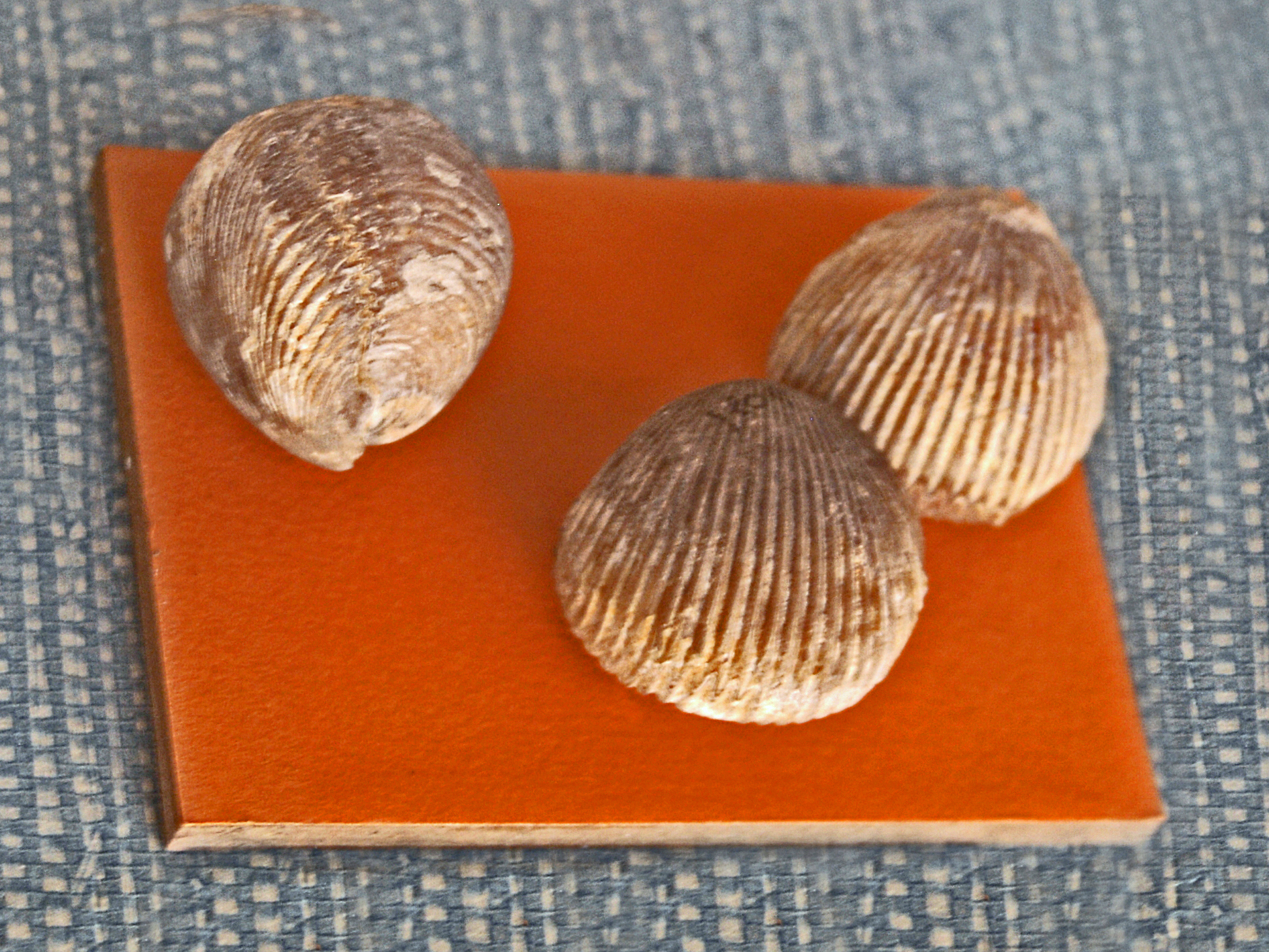
Sphenorhynchia plicatella de França, visível na Galeria de Paleontologia e Anatomia Comparativa, Paris.
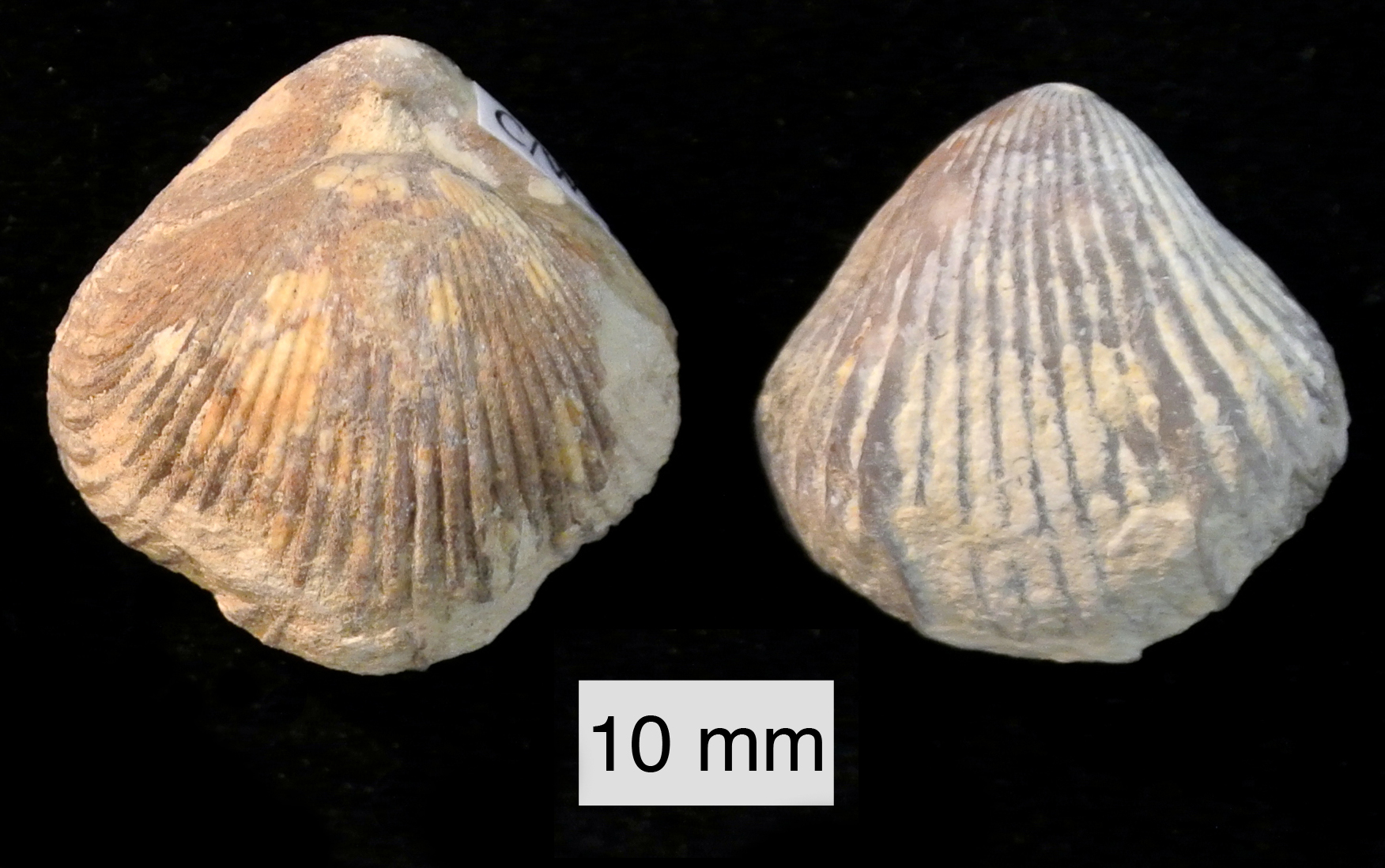
Burmirhynchia jirbaensis proveniente do Jurássico (Caloviano) na Formação Matmor em Makhtesh Gadol, Sul de Israel